# Антигва и Барбуда на Светском првенству у атлетици у дворани 2010.
Антигва и Барбуда је учествовалана 13. Светском првенству у атлетици  у дворани 2010. одржаном у Дохи од 12. до 14. марта седми пут. Репрезентацију Антигве и Барбуде представљао је један атлетичар, која се такмичио у трци на 60 метара.
Представник Антигве и Барбуда, Донијел Бејли после неуспеха на претходном Светском првенству 2008. у Валенсији, кад није завршио трку, овај пут је успео да освоји бронзану медаљу. На основу овог успеха Антигва и Барбуда је по броју освојених медаља делила 26. место са једном бронзаном медаљом. У табели успешности према броју и пласману такмичара који су учествовали у финалним такмичењима (првих 8 такмичара) Антигва и Барбуда је са једним учесником у финалу делила 30. место са освојених 6 бодова.
| Плас. | Земља             | 1. место | 2. место | 3. место | 4. место | 5. место | 6. место | 7. место | 8. место | Бр. финал. | Бод. |
| ----- | ----------------- | -------- | -------- | -------- | -------- | -------- | -------- | -------- | -------- | ---------- | ---- |
| =30   | Антигва и Барбуда | 0        | 0        | 1        | 0        | 0        | 0        | 0        | 0        | 1          | 6    |

## Учесници
Мушкарци:
- Данијел Бејли — 60 м

## Освајачи медаља

### Бронза  (1)
1. Данијел Бејли — 60 м

## Резултати

### Мушкарци
| Атлетичар     | Дисциплина | Лични рекорд | Квалификација | Квалификација | Полуфинале | Полуфинале   | Финале   | Финале | Детаљи |
| Атлетичар     | Дисциплина | Лични рекорд | Резултат      | Место         | Резултат   | Место        | Резултат | Место  | Детаљи |
| ------------- | ---------- | ------------ | ------------- | ------------- | ---------- | ------------ | -------- | ------ | ------ |
| Данијел Бејли | 60 м       | 6,54 НР      | 6,70          | 1. у гр. 7 КВ | 6,62       | 2 у пф. 2 КВ | 6,57     |        |        |